# 8e régiment de dragons (Autriche-Hongrie)
Pour les articles homonymes, voir 8e régiment.
Le 8e régiment de dragons, connu à partir de 1888 comme 8e régiment de dragons « comte Montecuccoli », est une unité de l'Armée commune austro-hongroise. Cette unité, la plus vieille des unités de cavalerie régulière autrichiennes, est levée en 1618 par Cosme II de Médicis et est dissoute en 1918.

## Création et différentes dénominations
- 1618 : formation d'une compagnie florentine[1]
- 1620 : devient un régiment d'arquebusiers (Arkebusier-Regiment)[1]
- 1626 : devient un régiment de cuirassiers (Kürassier-Regiment)[1]
- 1798 : devient 8e régiment de cuirassiers (Kürassier-Regiment Nr. 8)[1]
- 1867 : devient 8e régiment de dragons (Dragoner-Regiment Nr. 8)[1]
- 1918 : dissous

## Historique
Le régiment est à l'origine une unité florentine levée par Cosme II de Médicis en 1618, qui entre au service de la Monarchie de Habsbourg en 1619,.

## Uniforme

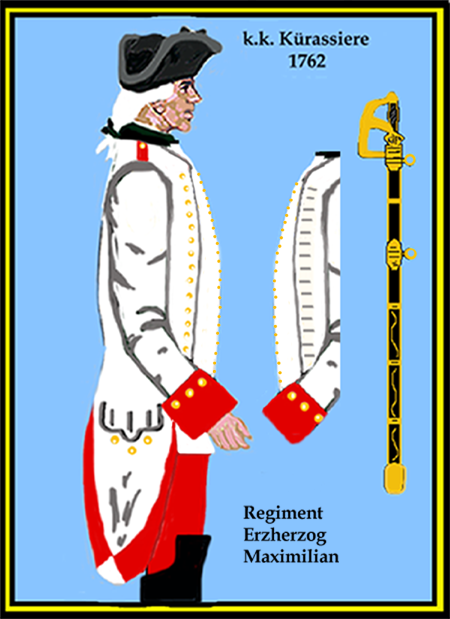
Uniforme du régiment (alors appelé régiment de cuirassiers grand-dux Maximilien) en 1762.

Le régiment porte, au milieu du XVIIIe siècle un uniforme blanc avec la couleur distinctive rouge, les hauts-de-chausses rouges, le gilet blanc, les bandoulières blanches et des boutons jaunes. Le 8e régiment de cuirassiers reçoit en 1798 la couleur distinctive écarlate avec des boutons jaunes,. Devenu 8e régiment de dragons de l'Armée commune (KuK) en 1867, il garde ces couleurs.